# Battaglia di Edirne (1410)
La battaglia di Edirne ebbe luogo l'11 luglio 1410, durante l'interregno ottomano, e fu combattuta tra le forze dei fratelli rivali, Musa Çelebi e Süleyman Çelebi, nei pressi della capitale ottomana, Edirne.

## Sfondo
Dopo la sua sconfitta nella battaglia di Kosmidion alle porte di Costantinopoli il 15 giugno 1410, Musa si ritirò nell'area intorno a Jambol e Ormenio in Bulgaria, mentre Solimano riconquistò la capitale ottomana di Edirne. Uno dei luogotenenti di Musa, Aliaz, riuscì a catturare Plovdiv, dove fece prigioniero il signore serbo Vuk Lazarević e suo nipote Lazar Branković. Vuk aveva tradito Musa disertando a favore di Solimano a Kosmidion, e di conseguenza fu giustiziato.

## Battaglia
Di fronte all'avvicinarsi delle forze di suo fratello, Musa fu presto costretto a spostarsi di nuovo a sud e catturò brevemente Edirne, che suo fratello aveva abbandonato. Quando anche Solimano arrivò in città, i due eserciti si scontrarono. Secondo quanto riferito, Musa cercò di convincere Lazar Branković a far disertare suo fratello, Đurađ Branković, che stava combattendo con Solimano, ma senza successo. La battaglia si concluse con una vittoria per Solimano, costringendo Musa a ritirarsi nella sua roccaforte originaria attorno al corso inferiore del Danubio, dove fu raggiunto dal suo alleato, Mircea I di Valacchia.

## Conseguenze
Dopo la battaglia, Musa si ritirò nell'area intorno a Jambol e Ormenio in Bulgaria, mentre Solimano riconquistò la capitale ottomana di Edirne. Solimano inviò un esercito per inseguire suo fratello, ma a quanto pare non lo considerava più una minaccia, e rimase invece a Edirne, con i cronisti che lo ritraevano impegnato in oziosi piaceri. Quando Musa, che secondo lo storico Doukas, aveva sconfitto l'esercito che Solimano aveva inviato contro di lui a Sofia, marciò su Edirne, le forze di Solimano disertarono per Musa. Lo stesso Solimano fuggì ma fu catturato e giustiziato il 17 febbraio 1411, lasciando Musa l'unico padrone dei domini ottomani in Europa (Rumelia).